# 정재영
정재영(鄭在詠, 1970년 11월 21일 - )은 대한민국의 배우이다.

## 학력
- 한영고등학교 졸업
- 서울예술대학교 연극과 졸업[1]

## 출연작

### 영화
| 연도 | 제목                                | 역할                           | 감독                 | 비고     |
| ---- | ----------------------------------- | ------------------------------ | -------------------- | -------- |
| 1990 | 꼴찌부터 일등까지 우리반을 찾습니다 | 학생                           | 황규덕               |          |
| 1996 | 박봉곤 가출 사건                    | 불량배                         | 김태균               | 데뷔작   |
| 1997 | 초록물고기                          | 캬바레 손님                    | 이창동               |          |
| 1997 | 산부인과                            | 박장근                         | 박철수               |          |
| 1998 | 기막힌 사내들                       | 낯익은 기사                    | 장진                 |          |
| 1998 | 조용한 가족                         | 제비                           | 김지운               |          |
| 1999 | 간첩 리철진                         | 잔머리 택시강도                | 장진                 |          |
| 2000 | 죽거나 혹은 나쁘거나                | 성빈 형                        | 류승완               | 우정출연 |
| 2000 | 공포 택시                           | 논스탑                         | 허승준               |          |
| 2001 | 킬러들의 수다                       | 재영                           | 장진                 |          |
| 2002 | 피도 눈물도 없이                    | 독불이                         | 류승완               |          |
| 2002 | 복수는 나의 것                      | 전처 남편                      | 박찬욱               |          |
| 2002 | 묻지마 패밀리                       | 애인 불지르려는 사내, 고교생 1 | 박상원, 배종, 이현종 |          |
| 2003 | 실미도                              | 684부대 제1조장 한상필         | 강우석               |          |
| 2004 | 아는 여자                           | 동치성                         | 장진                 |          |
| 2004 | 귀여워                              | 뭐시기                         | 김수현               |          |
| 2005 | 웰컴 투 동막골                      | 북한 인민군 장교 리수화        | 배종                 |          |
| 2005 | 박수칠 때 떠나라                    | 꾸러기                         | 장진                 | 특별출연 |
| 2005 | 나의 결혼 원정기                    | 홍만택                         | 황병국               |          |
| 2006 | 마이 캡틴 김대출                    | 문화재 전문 도굴꾼 대출        | 송창수               |          |
| 2006 | 거룩한 계보                         | 동치성                         | 장진                 |          |
| 2007 | 아들                                | 아빠 기러기 목소리             | 장진                 | 특별출연 |
| 2007 | 바르게 살자                         | 정도만                         | 라희찬               |          |
| 2008 | 강철중: 공공의 적 1-1               | 이원술                         | 강우석               |          |
| 2009 | 김씨 표류기                         | 남자 김씨 (김성근:한자-金誠勤) | 이해준               |          |
| 2009 | 신기전                              | 설주                           | 김유진               |          |
| 2010 | 이끼                                | 이장 천용덕                    | 강우석               |          |
| 2010 | 퀴즈왕                              | 도복 사내                      | 장진                 |          |
| 2011 | 글러브                              | 김상남                         | 강우석               |          |
| 2011 | 카운트다운                          | 태건호                         | 허종호               |          |
| 2012 | 내가 살인범이다                     | 최형구                         | 정병길               |          |
| 2013 | 우리 선희                           | 재학                           | 홍상수               |          |
| 2013 | 열한시                              | 정우석                         | 김현석               |          |
| 2014 | 플랜맨                              | 한정석                         | 성시흡               |          |
| 2014 | 방황하는 칼날                       | 이상현                         | 이정호               |          |
| 2014 | 역린                                | 상책                           | 이재규               |          |
| 2015 | 지금은맞고그때는틀리다              | 함춘수                         | 홍상수               |          |
| 2015 | 열정같은소리하고있네                | 하재관                         | 정기훈               |          |
| 2017 | 밤의 해변에서 혼자                  | 명수                           | 홍상수               |          |
| 2019 | 기묘한 가족                         | 박준걸                         | 이민재               |          |
| 2022 | 카터                                | 정병호 박사                    | 정병길               |          |
| 2023 | 노량: 죽음의 바다                   | 진린                           | 김한민               |          |
| 2024 | 리볼버                              | 민기현                         | 오승욱               | 특별출연 |

### 드라마
| 연도 | 방송 | 제목            | 역할                                 | 비고           |
| ---- | ---- | --------------- | ------------------------------------ | -------------- |
| 1997 | MBC  | 전원일기        | 재영이 다니는 고등학교 담당 체육교사 | 830회 특별출연 |
| 2015 | KBS2 | 어셈블리        | 진상필                               |                |
| 2017 | OCN  | 듀얼            | 장득천                               |                |
| 2018 | MBC  | 검법남녀        | 백범                                 |                |
| 2019 | MBC  | 검법남녀 2      | 백범                                 |                |
| 2021 | MBC  | 미치지 않고서야 | 최반석                               |                |

### 뮤직비디오
| 연도 | 가수         | 제목             | 비고 |
| ---- | ------------ | ---------------- | ---- |
| 2002 | 드래곤플라이 | 사진             |      |
| 2002 | 앤           | 아프고 아픈 이름 |      |
| 2002 | 이수영       | 라라라           |      |
| 2002 | 이수영       | 빚               |      |

## 광고
- 2002년 맥도날드 새우버거
- 2010년 굿 다운로더 캠페인
- 2010년 동서식품 핫초코 미떼
- 2011년 무비꼴라쥬
- 2018년 국가정보원 111캠페인

## 수상 및 후보
| 연도 | 시상식                            | 부문                                      | 작품                   | 결과 |
| ---- | --------------------------------- | ----------------------------------------- | ---------------------- | ---- |
| 2004 | 제3회 대한민국 영화대상           | 남우조연상                                | 실미도                 | 후보 |
| 2004 | 제5회 부산영화평론가협회상        | 남우주연상                                | 아는 여자              | 수상 |
| 2004 | 제25회 청룡영화상                 | 남우조연상                                | 실미도                 | 수상 |
| 2005 | 제4회 대한민국 영화대상           | 남우주연상                                | 웰컴 투 동막골         | 후보 |
| 2005 | 제8회 디렉터스 컷 시상식          | 올해의 연기자상                           | 웰컴 투 동막골         | 수상 |
| 2005 | 제13회 이천춘사대상영화제         | 남우주연상                                | 웰컴 투 동막골         | 후보 |
| 2008 | 제5회 맥스무비 최고의 영화상      | 최고의 남자배우상                         | 바르게 살자            | 수상 |
| 2008 | 제17회 부일영화상                 | 남우조연상                                | 바르게 살자            | 후보 |
| 2008 | 제7회 대한민국 영화대상           | 남우주연상                                | 신기전                 | 후보 |
| 2009 | 제32회 황금촬영상                 | 최우수 남우주연상                         | 김씨 표류기            | 수상 |
| 2009 | 제46회 대종상                     | 남우주연상                                | 신기전                 | 후보 |
| 2010 | 제46회 백상예술대상               | 영화부문 남자 최우수연기상                | 김씨 표류기            | 후보 |
| 2010 | 제19회 부일영화상                 | 남우주연상                                | 이끼                   | 수상 |
| 2010 | 제47회 대종상                     | 남우주연상                                | 이끼                   | 후보 |
| 2010 | 제8회 대한민국 영화대상           | 남우주연상                                | 이끼                   | 후보 |
| 2010 | 제31회 청룡영화상                 | 남우주연상                                | 이끼                   | 수상 |
| 2010 | 제11회 대한민국영상대전           | 영화부문 포토제닉상                       | 이끼                   | 수상 |
| 2010 | 제18회 대한민국문화연예대상       | 영화부문 대상                             | 이끼                   | 수상 |
| 2010 | 제11회 대한민국연예문화상         | 영화부문 남자대상                         | 이끼                   | 수상 |
| 2011 | 제8회 맥스무비 최고의 영화상      | 최고의 남자배우상                         | 이끼                   | 후보 |
| 2015 | 제68회 로카르노 국제 영화제       | 국가경쟁부문 남우주연상                   | 지금은맞고그때는틀리다 | 수상 |
| 2015 | 제35회 한국영화평론가협회상       | 남우주연상                                | 지금은맞고그때는틀리다 | 수상 |
| 2015 | 제9회 아시아 태평양 스크린 어워드 | 남우주연상                                | 지금은맞고그때는틀리다 | 수상 |
| 2015 | 제36회 청룡영화상                 | 남우주연상                                | 지금은맞고그때는틀리다 | 후보 |
| 2015 | 제53회 히혼국제영화제             | 최고 배우상                               | 지금은맞고그때는틀리다 | 수상 |
| 2015 | KBS 연기대상                      | 대상                                      | 어셈블리               | 후보 |
| 2015 | KBS 연기대상                      | 남자 최우수연기상                         | 어셈블리               | 후보 |
| 2015 | KBS 연기대상                      | 중편드라마부문 남자 우수연기상            | 어셈블리               | 후보 |
| 2015 | KBS 연기대상                      | 남자 네티즌상                             | 어셈블리               | 후보 |
| 2015 | KBS 연기대상                      | 베스트 커플상 (with 송윤아)               | 어셈블리               | 후보 |
| 2016 | 제21회 춘사영화상                 | 남우주연상                                | 지금은맞고그때는틀리다 | 후보 |
| 2016 | 제3회 들꽃영화상                  | 남우주연상                                | 지금은맞고그때는틀리다 | 수상 |
| 2016 | 제25회 부일영화상                 | 남우주연상                                | 지금은맞고그때는틀리다 | 후보 |
| 2018 | MBC 연기대상                      | 대상                                      | 검법남녀               | 후보 |
| 2018 | MBC 연기대상                      | 월화미니시리즈부문 남자 최우수연기상      | 검법남녀               | 수상 |
| 2019 | MBC 연기대상                      | 대상                                      | 검법남녀 2             | 후보 |
| 2019 | MBC 연기대상                      | 월화·특별기획드라마부문 남자 최우수연기상 | 검법남녀 2             | 후보 |
| 2021 | MBC 연기대상                      | 미니시리즈부문 남자 최우수연기상          | 미치지 않고서야        | 후보 |